# Хаустово (Покровский район)
Хаустово — деревня в Покровском районе Орловской области России. Административный центр Ретинского сельского поселения.

## География
Деревня находится на расстоянии 5 км к юго-востоку от посёлка городского типа Покровское, административного центра района, и 74 км к юго-востоку от города Орёл, административного центра области.

### Часовой пояс
Деревня Хаустово, как и вся Орловская область, находится в часовой зоне МСК (московское время). Смещение применяемого времени относительно UTC составляет +3:00.

## Население
| 2002 | 2010 |
| ---- | ---- |
| 193  | ↘162 |

### Национальный состав
Согласно результатам переписи 2002 года, в национальной структуре населения русские составляли 98 % из 193 чел.